# Brujería, brujería (tan dentro del alma mía) Tour 2013
Brujería, brujería (tan dentro del alma mía) es una gira realizada por la banda de Folk Metal española Mägo de Oz para promocionar su álbum Hechizos, pócimas y brujería además es la primera con su nuevo vocalista Javier Domínguez "Zeta". Comenzó el 8 de febrero de 2013 en la Ciudad de Guatemala y siguió por toda Latinoamérica para luego continuar en España. Después volvieron a Latinoamérica para realizar conciertos en los países que quedaron pendientes; y finalizaron en las ciudades más importantes de España. Solo en los conciertos de Madrid y Barcelona hubo montaje especial como en anteriores giras de Mago de Oz debido al alto coste que supondría desplazar el montaje por todo el país, confirmado por Txus Di Fellatio en una entrevista en RafaBassa.com

## Setlist
1. Intro: A Marcha das Meigas
2. El libro de las sombras
3. Maritornes
4. H2Oz
5. Molinos de Viento
6. Sácale brillo a una pena
7. Satanael
8. La danza del Fuego
9. Hasta que el cuerpo aguante
10. Celtian
11. Hasta que tu muerte nos separe
12. Quiero morirme en Ti
13. El que quiera entender que entienda
14. Brujas
15. Hechizos, Pócimas y Brujería
16. Finisterra
17. La costa del Silencio
18. Xanandra
19. Fiesta Pagana

## Fechas de la gira
| Fecha                 | Ciudad | País                  | Lugar                               |
| --------------------- | --- | --------------------- | ----------------------------------- |
| Centroamérica         | |                       |                                     |
| 8 de febrero de 2013  | Ciudad de Guatemala | Guatemala             | Parque de La Industria              |
| 9 de febrero de 2013  | Quetzaltenango | Guatemala             | Centro Intercultural Quetzaltenango |
| 15 de febrero de 2013 | San Salvador | El Salvador           | Anfiteatro CIFCO                    |
| 16 de febrero de 2013 | Tegucigalpa | Honduras              | Estadio Villa Olímpica              |
| Sudamérica            | |                       |                                     |
| 20 de febrero de 2013 | Ibarra | Ecuador               | Coliseo de la UNE                   |
| 22 de febrero de 2013 | Cuenca | Ecuador               | Coliseo Jéfferson Pérez             |
| 23 de febrero de 2013 | Quito | Ecuador               | Ágora Casa de la Cultura            |
| 24 de febrero de 2013 | Riobamba | Ecuador               | Quinta Macaji                       |
| 26 de febrero de 2013 | Cali | Colombia              | Teatro Jorge Isaacs                 |
| 28 de febrero de 2013 | Medellín | Colombia              | Teatro Universidad de Medellín      |
| 1 de marzo de 2013    | Manizales | Colombia              | Teatro Los Fundadores               |
| 2 de marzo de 2013    | Bogotá | Colombia              | Downtown Majestic                   |
| 3 de marzo de 2013    | Tunja | Colombia              | Teatro Maldonado                    |
| 5 de marzo de 2013    | Pasto | Colombia              | Coliseo Champagnat                  |
| 9 de marzo de 2013    | Bucaramanga | Colombia              | Auditorio Luis A. Calvo             |
| 10 de marzo de 2013   | Bucaramanga | Colombia              | Auditorio Luis A. Calvo             |
| 12 de marzo de 2013   | Barranquilla | Colombia              | Teatro Mario Ceballos Araújo UAC    |
| 14 de marzo de 2013   | Ibagué | Colombia              | Teatro Tolima                       |
| 16 de marzo de 2013   | Pereira | Colombia              | Teatro Santiago Londoño             |
| 20 de marzo de 2013   | Valparaíso | Chile                 | Bar El Huevo                        |
| 21 de marzo de 2013   | Santiago | Chile                 | Teatro Caupolicán                   |
| 23 de marzo de 2013   | Buenos Aires | Argentina             | Sala Groove                         |
| 24 de marzo de 2013   | General Roca | Argentina             | Club del Progreso                   |
| Norteamérica          | |                       |                                     |
| 11 de abril de 2013   | Hermosillo | México                | Expo Forum                          |
| 13 de abril de 2013   | Tijuana | México                | Audiorama                           |
| 19 de abril de 2013   | Querétaro | México                | Plaza de toros Santa María          |
| 20 de abril de 2013   | México, D. F. | México                | Plaza de Toros Monumental México    |
| 25 de abril de 2013   | Puebla | México                | Feria de Puebla                     |
| 26 de abril de 2013   | León | México                | Domo de la feria                    |
| 27 de abril de 2013   | Morelia | México                | Palacio del Arte                    |
| 4 de mayo de 2013     | Mérida | México                | Plaza de Toros Mérida               |
| 7 de mayo de 2013     | Culiacán (primera visita a esta ciudad. durante la gira del 2006 programaron una fecha que se canceló, sin dar información del porque) | Estadio Universitario |                                     |
| 9 de mayo de 2013     | Sacramento | Estados Unidos        | Club Tropicana                      |
| 10 de mayo de 2013    | Ventura | Estados Unidos        | Ventura Theater                     |
| 12 de mayo de 2013    | San José | Estados Unidos        | Fairgrounds                         |
| 15 de mayo de 2013    | Costa Mesa | Estados Unidos        | Observatory                         |
| 16 de mayo de 2013    | Houston | Estados Unidos        | Sin confirmar                       |
| 17 de mayo de 2013    | Dallas | Estados Unidos        | Far West                            |
| 18 de mayo de 2013    | Chicago | Estados Unidos        | Aragon                              |
| 19 de mayo de 2013    | Nueva York | Estados Unidos        | La Boom                             |
| 21 de mayo de 2013    | Nueva York | Estados Unidos        | Stage 48                            |
| 23 de mayo de 2013    | Washington D. C. | Estados Unidos        | Filmore                             |
| 24 de mayo de 2013    | Atlanta | Estados Unidos        | Dekalb Event Center                 |
| 25 de mayo de 2013    | Sanford | Estados Unidos        | Las Palmas                          |
| 26 de mayo de 2013    | Indianápolis | Estados Unidos        | Chispas                             |
| 27 de mayo de 2013    | Columbus | Estados Unidos        | La Boom                             |
| 30 de mayo de 2013    | Saltillo | México                | Sin confirmar                       |
| 31 de mayo de 2013    | Monterrey | México                | Arena Monterrey                     |
| 7 de junio de 2013    | San Luis Potosí | México                | Domo de San Luis                    |
| 9 de junio de 2013    | Aguascalientes | México                | Magno Salon del Alba                |

Nota
```
Centroamérica
```

13 de febrero de 2013
San José
 Costa Rica
Club Pepper
Cancelado por problemas con los promotores.
```
Sudamérica
```

20 de febrero de 2013
Atuntaqui
 Ecuador
Sin confirmar
Cambiado a Ibarra
21 de febrero de 2013
Guayaquil
Club Nacional
Cancelado por equipos estropeados por la lluvia.
24 de febrero de 2013
Ambato
Sin confirmar
Cambiado a Riobamba
7 de marzo de 2013
Lima
 Perú
Sin confirmar
Cancelados y luego cambiados al mes de octubre
9 de marzo de 2013
Ica
15 de marzo de 2013
Tacna
16 de marzo de 2013
Arequipa
24 de marzo de 2013
Neuquén
 Argentina
Sin confirmar
12 de abril de 2013
Mexicali
 México
Plaza de Toros Calafia
Cancelado (Los boletos fueron aceptados para entrar al concierto en Tijuana)
5 de mayo de 2013
Cancún
 México
Plaza de Toros Cancún
Cancelado 
11 de mayo de 2013
Los Ángeles
 Estados Unidos
Sport Arena 
15 de mayo de 2013
Houston
Sin confirmar
Remplazado por Costa Mesa, cambiado al siguiente día
16 de mayo de 2013
Dallas
Far West
Remplazado por Houston, cambiado al siguiente día
17 de mayo de 2013
Indianápolis
Salon Internacional 
Remplazado por Dallas, cambiado al 26 de mayo del 2013 en Chispas
25 de mayo de 2013
Birmingham
Megasol
Remplazado por Sanford
26 de mayo de 2013
Nashville
RIO 
Remplazado por Indianápolis
31 de mayo de 2013
Monterrey
 México
Arena Monterrey
9 de agosto de 2013
Tabasco
casa de alexandra artistas especiales el gran miguel jasso feat. Héctor David Romero Cantu

## Fechas Españolas[14]
- España

-15 de junio: Sedaví (Valencia)

-22 de junio: Segovia

-10 de agosto: Pontevedra

-30 de agosto: Madrid

-31 de agosto: Bilbao

-6 de septiembre: Laguna de Duero (Valladolid)

-7 de septiembre: Parla

### Octubre
- Bolivia
- Brasil
- Perú
- Paraguay

### Diciembre
- España:

13 BILBAO

14 MADRID

27 BARCELONA

28 BURGOS